# 布鲁克林圣雅各伯圣殿主教座堂
布鲁克林圣雅各伯圣殿主教座堂（Cathedral Basilica of St. James）是天主教布鲁克林教区的主教座堂，位于美国纽约市布鲁克林中心。1853年布鲁克林教区成立时，主教座堂设此。 1896年，主教座堂迁往Immaculate Conception. 。目前的教堂完成于1903年，由 George H. Streeton设计，乔治王复兴建筑风格。1972年再度成为主教座堂。 1979年，新当选的若望保禄二世来此访问。1982年升格为次级宗座圣殿。

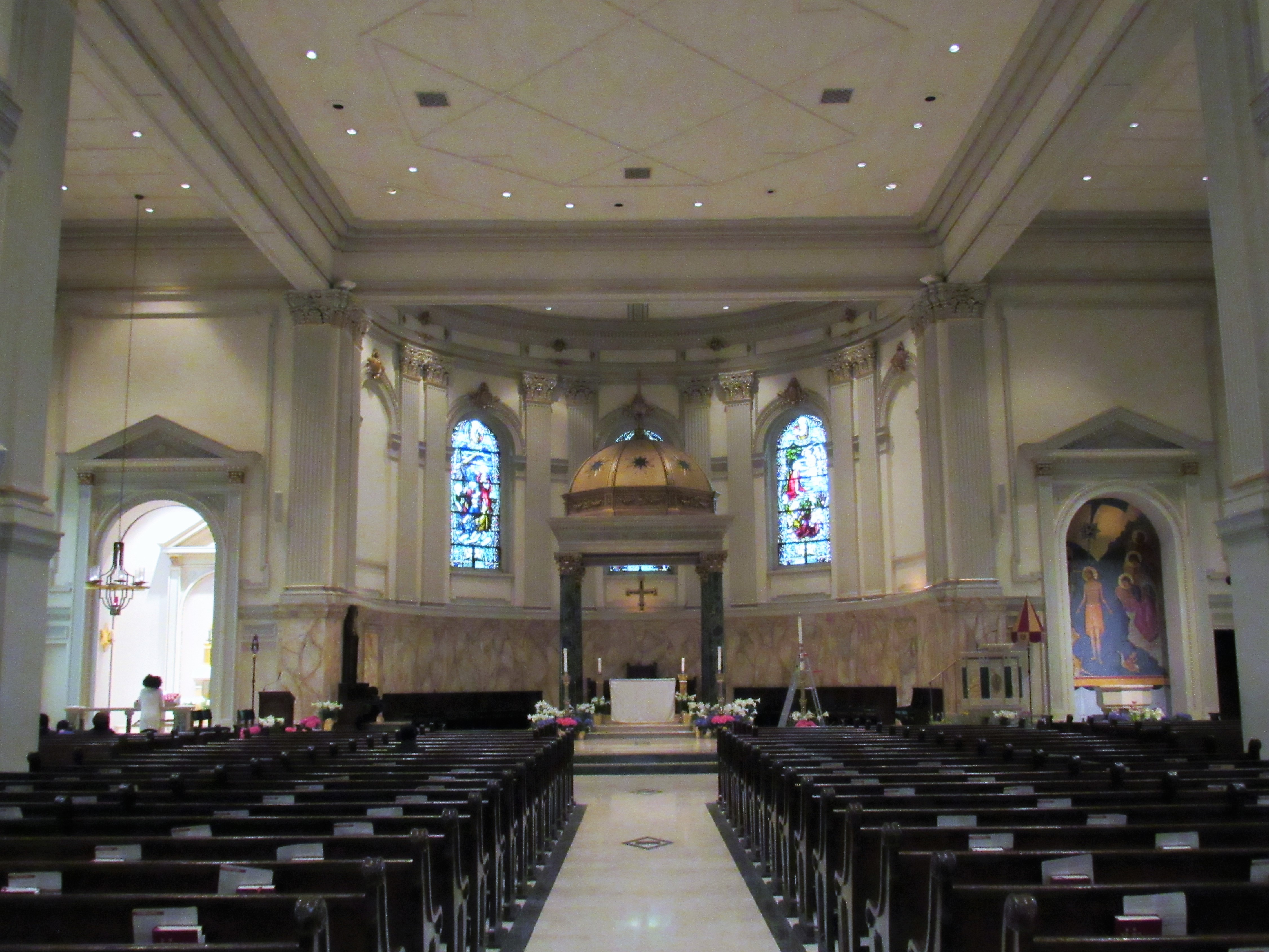
Interior of the cathedral basilica.